# Nobutaka Inoue
Nobutaka Inoue (japanisch 井上 順孝, Inoue Nobutaka; * 1948) ist seit 2002 Professor an der Fakultät für Shintō-Studien an der Kokugakuin-Universität, sowie Direktor des dortigen Institute for Japanese Culture and Classics (IJCC; jap. 日本文化研究所, Nihon bunka kenkyūkai).
Seine Dissertation an der Universität Tokio, wo er zunächst Philosophie studiert hatte, dann aber zur Religionswissenschaft wechselte, schrieb Inoue über „Argumente zur Religionsfreiheit in der frühen Meiji-Zeit“ (Arguments Regarding Religious Freedom in the Early Meiji Period).
Von 1974 bis 1982 war Inoue Universitätsassistent an der philosophischen Fakultät der Universität Tokio. Von 1982 bis 1986 arbeitete er als Vollzeitlektor, von 1986 bis 1992 als Assistenzprofessor und von 1992 bis 2002 als ordentlicher Professor am IJCC. 2019 wurde Inoue in die American Academy of Arts and Sciences gewählt.
Inoues Forschungsschwerpunkt ist die Religionswissenschaft, darin insbesondere Religionssoziologie, vergleichende Forschung zu Neuen Religiösen Bewegungen, moderne Shintō-Studien, Sekten-Shintō und Religionsunterricht.
Inoue leitet auch die Arbeiten an der schrittweise erfolgenden Übersetzung des Shintō jiten (der Standardenzyklopädie zum Thema Shintō) durch das IJCC ins Englische und der damit einhergehenden Veröffentlichung im World Wide Web unter einer Creative-Commons-Lizenz.